# Phipop

Phipop est un  documentaire français réalisé par Alain Mazars en 2005.

## Synopsis
Ce film se présente comme un récit de voyage en immersion dans un pays d’Asie du Sud-Est (le Laos) où le surnaturel, la magie et la sorcellerie font partie de la vie quotidienne de ses habitants. Le narrateur y rencontre une succession de personnages très singuliers, en particulier une nonne aveugle, sa mère mendiante et un bonze aux pouvoirs inquiétants. Au fur et à mesure que le film se déroule, l’itinéraire du voyageur devient un parcours initiatique dans un monde étrange où il est question de phénomènes d’hypnose et de possession.

## Fiche technique
- Titre : Phipop
- Scénario, réalisation, image et montage : Alain Mazars
- Son : Romaric Nereau
- Production : New Deal Films
- Pays d'origine :  France
- Durée : 88 minutes

## Distribution
- Romaric Nereau : le voyageur
- Sirilak Chanthamoongkoon : la nonne aveugle

## Distinctions
- Festival de Cannes (ACID) 2005
- FIPA 2006